# Grand Turks United FC
Grand Turks United FC ist ein Amateurfußballverein aus den Turks- und Caicosinseln.

## Geschichte
Der Club wurde 2015 gegründet, in der Saison 2016 nahm man an der Provo Premier League teil, allerdings verloren die Grand Turks sämtliche Spiele bei einem Torverhältnis von 8:40.